# Юнионистская партия (Канада)
Юниони́стская па́ртия (англ. Unionist Party), с 1920 года — Национа́льная либера́льная и консервати́вная па́ртия (англ. National Liberal and Conservative Party) — правоцентристская политическая партия Канады. Основана премьер-министром Канады Робертом Борденом в 1917 году. Создана на основе Консервативной партии Канады, также в нее вошли отдельные политики из Либеральной партии (либеральные юнионисты), поддерживавшие правительство Бордена. В 1917—1921 годах была правящей партией Канады. После 1921 года вновь преобразована в Консервативную партию.

## Формирование

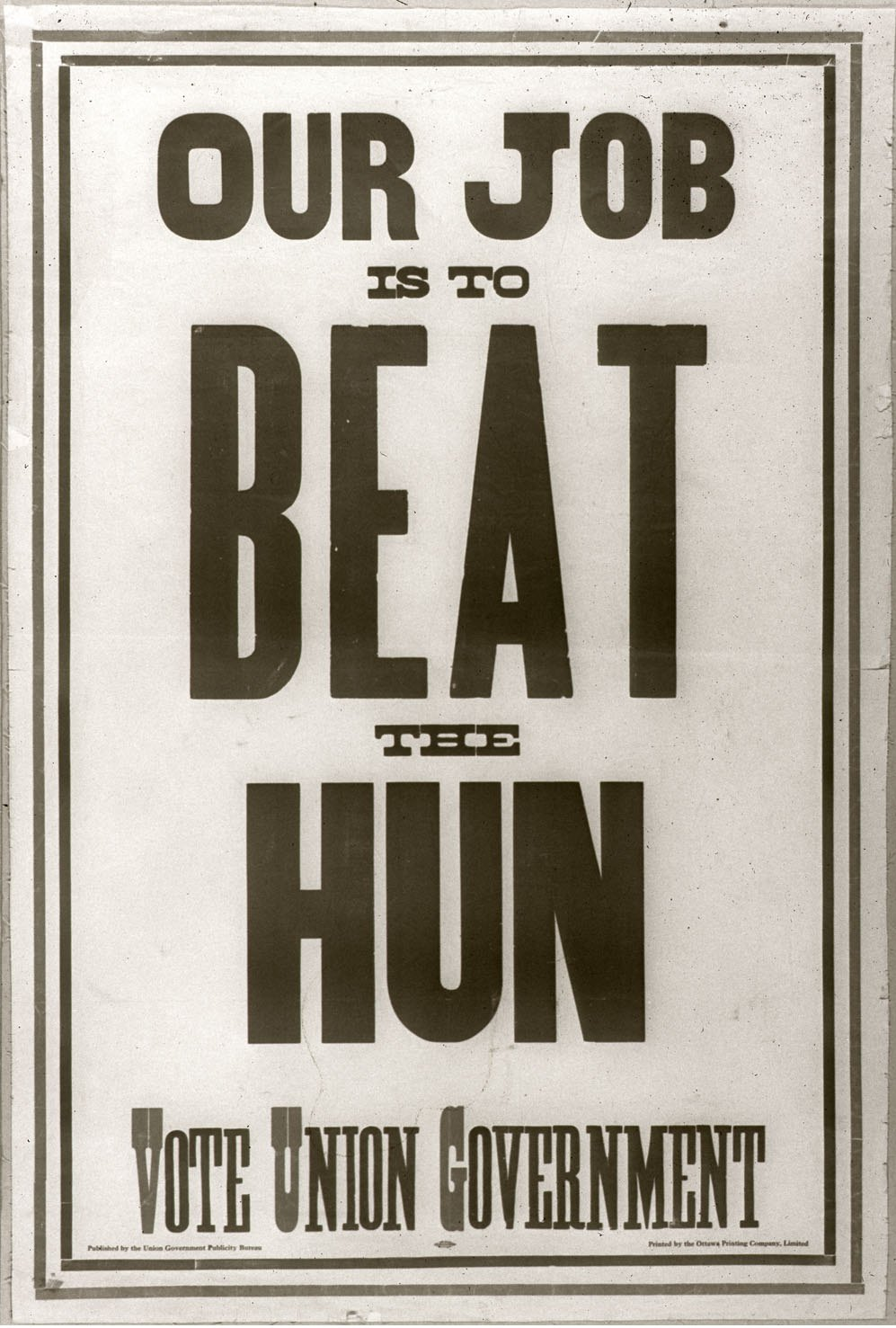
«Наше дело — победить немцев. Голосуй за Союзное правительство». Предвыборный плакат 1917 года

В мае 1917 года премьер-министр Роберт Борден, занимавший свой пост с 1911 года, предложил лидеру оппозиции либералу Уилфриду Лорье сформировать коалиционное правительство. Однако Лорье отказался, так как большинство его однопартийцев не поддерживало политику правительства Бордена, в особенности его попытку ввести призыв в канадскую армию. К тому же Лорье опасался, что ситуацией может воспользоваться лидер квебекских националистов Анри Бурасса. 
После провала переговоров о коалиции с Лорье Борден всё-таки сформировал 12 октября 1917 года новое коалиционное правительство. В его состав вошли двенадцать консерваторов, девять либералов и независимых, а также один специальный член, назначенный для того, чтобы представлять в правительстве интересы рабочих. Этим специальным членом был Гидеон Робертсон, член Консервативной партии и представитель правого крыла рабочего движения, в январе 1917 года назначенный по инициативе Бордена в Сенат. Новое правительство, официально именовавшееся Союзным (англ. Union government) позиционировалось Борденом как правительство национального единства, призванное, в условиях Первой мировой войны, включить в себя представителей всех основных политических сил. 
Вскоре после этого Борден распустил парламент, назначив новые выборы на декабрь. Специально для участия в этих выборах и была создана Юнионистская партия, объединившая в своих рядах членов Консервативной партии, а также часть либералов (в основном англоканадцев), поддержавших идею Бордена о Союзном правительстве. Другая часть либералов (в основном франкоканадцев) отказалась войти в коалицию. Их возглавил Лорье, поэтому они получили название либералов Лорье. Основные разногласия между юнионистами и либералами Лорье касались вопроса о необходимости воинского призыва. Если первые поддерживали участие Канады в войне и были сторонниками призыва, то вторые выступали против, считая, что Канада не должна вмешиваться в вооружённые конфликты, непосредственно её не затрагивающие.
На выборах, состоявшихся 11 декабря 1917 года Юнионистская партия одержала безоговорочную победу как в целом по стране, так и в большинстве провинций. Ей удалось набрать 56,93% голосов избирателей и занять 153 из 235 мест в Палате общин. Только в Квебеке, где были сильны позиции либералов Лорье, юнионисты потерпели поражение, выиграв лишь в 3 избирательных округах из 65.
После 1920 года, когда Борден ушёл в отставку, партия начала постепенно приходить в упадок. Новый премьер и лидер партии Артур Мейен переименовал её в Национальную либеральную и консервативную партию. Этим он надеялся привлечь на свою сторону либеральных юнионистов и сохранить коалицию между либералами и консерваторами. Одновременно была создана партийная структура: до этого у партии не было структуры как таковой, юнионисты представляли собой скорее конгломерат различных политических сил, объединённых идеей Союзного правительства. Реформа Мейена преобразовала юнионистов в единую партию.
В выборах 1921 года большинство либеральных юнионистов вновь участвовало как кандидаты от Либеральной партии, которую возглавлял Уильям Лайон Маккензи Кинг. Лишь небольшая их часть осталась с юнионистами, в их числе — такие видные канадские политики, как Хью Гатри и Роберт Манион. По итогам выборов Национальная либеральная и консервативная партия получила лишь 29,95% голосов и 49 мест в Палате общин, уступив власть занявшим первое место либералам. Лидер партии Артур Мейен проиграл выборы в своём округе и ушёл из парламента. После поражения партия была переименована в Либерально-консервативную партию Канады; чаще всего её именовали кратко — Консервативной партией. На этом история юнионистов как партии завершается.
На выборах 1940 года, проходивших во время Второй мировой войны, консерваторы, бывшие в оппозиции либеральному правительству Маккензи Кинга, попытались повторить успех юнионистов. В этих выборах Консервативная партия участвовала как Партия Национального правительства (англ. National Government party). Предполагалось, что в случае победы консерваторов будет сформировано Национальное правительство из представителей всех основных партий. Однако консерваторы потерпели поражение на выборах, и власть осталась у либералов.